# Operazione Normandia
Operazione Normandia (D-Day the Sixth of June) è un film del 1956 diretto da Henry Koster.
È un film di guerra statunitense ambientato durante la seconda guerra mondiale con Robert Taylor, Richard Todd, Dana Wynter, Edmond O'Brien e John Williams. È basato sul romanzo del 1955 The Sixth of June di Lionel Shapiro, corrispondente di guerra canadese per il Montreal Gazette.

## Trama
Parker, un capitano statunitense, e Wynter, un colonnello britannico, sono rivali in amore ma schierati dalla stessa parte in prima linea nella grande battaglia del D-Day, per portare alla vittoria finale gli alleati. Nello stesso giorno uno soltanto potrà riabbracciare la donna amata da entrambi.

## Produzione
Il film, diretto da Henry Koster su una sceneggiatura di Ivan Moffat e Harry Brown e un soggetto di Lionel Shapiro (autore del romanzo), fu prodotto da Charles Brackett per la Twentieth Century Fox Film Corporation e girato dal 28 dicembre 1955 all'inizio di febbraio 1956. Il titolo di lavorazione fu The Sixth of June.

## Distribuzione
Il film fu distribuito con il titolo D-Day the Sixth of June negli Stati Uniti dal 29 maggio 1956 al cinema dalla Twentieth Century Fox Film Corporation.
Altre distribuzioni:
- in Svezia il 27 agosto 1956 (Den sjätte juni)
- in Germania Ovest il 31 agosto 1956 (Zwischen Himmel und Hölle)
- in Australia il 6 settembre 1956
- in Giappone il 3 ottobre 1956
- nel Regno Unito il 15 ottobre 1956
- in Austria nel novembre del 1956 (Zwischen Himmel und Hölle)
- in Portogallo il 29 novembre 1956 (6 de Junho - Dia D)
- in Francia il 12 dicembre 1956 (Au sixième jour)
- in Finlandia l'8 marzo 1957 (Kahdet jäähyväiset)
- in Turchia nel marzo del 1958 (Kurtulus günü)
- in Danimarca il 19 gennaio 1959 (Den korte lykke)
- in Brasile (O Dia 'D')
- in Spagna (6 de junio, día D)
- in Grecia (Tin 6i imera...)
- in Italia (Operazione Normandia)

## Critica
Secondo il Morandini il film "contribuisce in modo ragguardevole all'incremento dell'industria dei fazzoletti".

## Promozione
La tagline è The Greatest Love Story of the War !